# Juha-Pekka Inkeröinen
Juha-Pekka Inkeröinen (23 de novembro de 1988) é um futebolista finlandês que já atuou no	RoPS.